# ارنی کلمن
ارنی کلمن (انگلیسی: Ernie Coleman؛ ۴ ژانویه ۱۹۰۸ – ۲۰ ژانویهٔ ۱۹۸۴) ورزشکار فوتبال اهل بریتانیا بود.
از باشگاه‌هایی که در آن بازی کرده‌است می‌توان به باشگاه فوتبال میدلزبرو، باشگاه فوتبال گریمزبی تاون، باشگاه فوتبال آرسنال، و باشگاه فوتبال نوریچ سیتی اشاره کرد. او برای آرسنال در ۴۷ بازی ۲۶ گل زده‌است.